# Noli me tangere (novela)
Noli me tangere es la primera novela de José Rizal, publicada en Europa en 1887, cuando tenía 26 años. El título está en latín, y significa «no me toques» o «suéltame». Rizal tomó estas palabras de la Biblia; concretamente, de Jn 20:17, donde Jesucristo, tras su resurrección, evita el contacto de María Magdalena.

## Introducción
La novela desempeñó un papel significativo en la consolidación del nacionalismo filipino; aunque Rizal abogó por medios pacíficos para obtener la representación directa en las Cortes Generales, los autores de la revolución aprovecharon sus ideas. La novela fue escrita en español, la lengua culta en aquella época.
Rizal comenzó su novela en Madrid; a mitad de la redacción se trasladó a París, para después terminarla en Berlín. Vicente Blasco Ibáñez, el conocido escritor, ofreció voluntariamente sus servicios para corregirlo.
En una carta a su amigo, el pintor filipino residente en Madrid, Félix Resurrección Hidalgo Rizal explica el porqué del título del libro:

El libro contiene cosas de las que nadie entre nosotros ha hablado hasta el presente; son tan delicadas que no pueden ser tocadas por ninguna persona. En lo que a mí toca, he intentado hacer lo que nadie ha querido. Yo he querido responder a las calumnias que por tantos siglos han sido amontonadas sobre nosotros y nuestro país.

La novela creó tanta controversia que solo algunos días después de su primer regreso a Filipinas (1887), el gobernador general Emilio Terrero y Perinat lo recibió en el Palacio de Malacañán para informarle de que su novela era considerada subversiva; pese a que Rizal logró aplacar al gobernador, masón practicante, anticlerical y de ideas liberales (combinación de ideas de origen francófono y desarrollo anglosajón), este le avisó que no podría resistir la presión de la Iglesia católica contra el libro: había recibido un dictamen de la Universidad de Santo Tomás de Manila en el que se calificaba la novela de "herética, impía y escandalosa en el orden religioso, y antipatriótica, subversiva del orden público, injuriosa al gobierno de España y a su proceder en estas islas en el orden político"; y avisaba que si circulara libremente por el archipiélago "causaría gravísimos daños a la fe y a la moral, amortiguaría o extinguiría el amor de esos indígenas a España y, perturbando el corazón y las pasiones de los habitantes de este país, podría ocasionar días más tristes para la Madre Patria". La persecución de las órdenes religiosas se puede discernir en la correspondencia de Rizal con su amigo Fernando Blumentritt, de Leitmeritz: 

Mi libro hizo mucho ruido, por todas partes me preguntan acerca de él. Quisieron excomulgarme debido a él... Soy considerado alemán, espía, un agente de Bismarck, dicen que soy un protestante, masón, hechicero, un alma maldita. Se susurra que deseo montar planes, que tengo un pasaporte extranjero y que vago a través de las calles por la noche...

Esta novela y su continuación, El filibusterismo (1891), fueron, pues, prohibidas en las Filipinas por la imagen que daban de la corrupción y el abuso del gobierno español y el clero del país. Un personaje que se ha convertido en un estereotipo en Filipinas es el Padre Dámaso, un sacerdote español que no respeta su voto de castidad. Por este, al niño de padre desconocido, sobre todo si es mestizo, se le llama despectivamente Anak ni Padre Dámaso, "hijo del Padre Dámaso".
Sin embargo, algunos ejemplares del libro circularon de contrabando, y cuando Rizal volvió a las Filipinas después de terminar sus estudios de medicina, fue deportado a Dapitan, en la isla de Mindanao; más adelante fue encarcelado por "incitar a la rebelión" a través de sus escritos. En 1896, a la edad de 35 años, fue ejecutado en Manila.

## Argumento
Noli me tangere es, a la vez, una novela costumbrista sobre la Filipinas de la época anterior a su independencia de España, una novela romántica y sentimental acerca de amores contrariados o imposibles y un alegato contra la degradación moral de la sociedad filipina por la imposición de una religiosidad en los límites de la superstición. A todo ello se añade una reflexión política sobre las difíciles relaciones de la colonia con su metrópoli. Su argumento es el siguiente: 
Crisóstomo Ibarra, un joven mestizo (hijo de español y de filipina), regresa a su patria después de haber pasado unos años en Europa para adquirir una formación más cosmopolita. A su vuelta descubre la manera terrible como ha muerto su padre: acusado falsamente por envidias, muere en la cárcel y su cuerpo es desenterrado del cementerio cristiano y arrojado al mar por indicación del párroco del pueblo, el franciscano fray Dámaso, antaño amigo suyo. Crisóstomo ama a una joven María Clara, y es correspondido por ella. Los padres de ambos habían sellado una promesa de matrimonio para cuando Ibarra regresara de Europa y en ese momento ambos jóvenes renuevan su pacto amoroso.
La llegada de Ibarra despierta los recelos de las poderosas órdenes religiosas, que temen la mala influencia que las ideas progresistas de Ibarra puedan ejercer en la adormilada sociedad filipina. Pero, a su vez, su vuelta ilusiona a quienes desean el progreso del país. Uno de los primeros proyectos de Ibarra es construir en su pueblo, San Diego, una escuela, pues piensa que la educación es la mejor semilla para el desarrollo y el despertar de la conciencia de los filipinos.
El núcleo de la narración se desarrolla alrededor de la festividad del patrono de San Diego. Se entremezclan las celebraciones religiosas (procesiones, misas solemnes y sermones) con otras profanas (copiosos banquetes, bailes, juegos callejeros y peleas de gallos). En un banquete, ante las intencionadas y malévolas provocaciones de fray Dámaso, Ibarra agrede físicamente al fraile, de resultas de lo cual los religiosos lo declaran excomulgado. Antes, el día de la puesta de la primera piedra de la escuela, Ibarra se había salvado apuradamente de un intento de asesinato, bajo la apariencia de un accidente. Protegido por el capitán general de Filipinas y por el Arzobispo de Manila, Ibarra es liberado de la excomunión y puede reanudar su idilio con  María Clara.
Una nueva celada se trama alrededor de Ibarra: siendo totalmente ajeno al hecho, se le acusa de promover una revuelta contra el cuartel de la guardia civil y el convento de los franciscanos, a raíz de lo cual es encarcelado y enviado a Manila junto con otros presuntos e igualmente inocentes cabecillas de la rebelión. María Clara sufre un chantaje a causa del origen pecaminoso de su nacimiento y se ve obligada a romper su compromiso con Ibarra. Al final de la novela, Ibarra consigue escapar de la cárcel y del país, aunque se le da oficialmente por muerto en el intento de fuga. Creyendo fallecido a su enamorado, María Clara ingresa en un convento.

## Personajes
Crisóstomo Ibarra. Es el personaje principal, alrededor del cual gira gran parte de la historia. Se trata de un joven acomodado que regresa a su patria con la idea de contribuir al progreso y al desarrollo de Filipinas. En bastantes aspectos es un trasunto del propio Rizal (ambos han viajado por Europa, han dejado a sus prometidas en un convento esperándolos y mantienen una actitud crítica con la preponderancia que las órdenes religiosas ostentan en la vida social y política del archipiélago). En política ambos son (al menos en esos momentos) partidarios de mantener los lazos con la metrópoli, aunque exigen de esta una mayor comprensión hacia la autonomía y progresiva independencia de Filipinas. El fracaso de Ibarra en todas las empresas que se propone y las ideas que, consiguientemente, expresa la final del libro hacen presagiar un escepticismo del autor sobre la disposición y capacidad de la metrópoli para abordar las profundas transformaciones que serían necesarias para que continuara una relación pacífica entre España y las Filipinas; relación que tendría que basarse, en cualquier caso, más en la autonomía del archipiélago que en la subordinación colonial existente hasta entonces.
Tres comentarios de Ibarra a lo largo de la novela nos muestran la progresiva evolución y radicalización del personaje. El primero está tomado de su inicial encuentro con el loco filósofo Tasio, al poco tiempo de su llegada a Filipinas. A las dudas de este sobre la bondad de España hacia Filipinas y a la dificultad de conjugar el amor a ambas partes, Ibarra le responde: Filipinas es religiosa y ama a España; Filipinas sabe cuánto hace por ella la nación. Hay abusos, sí, hay defectos, no lo he de negar, pero España trabaja para introducir reformas que los corrijan, madura proyectos, no es egoísta (pág. 260). Y por eso se pregunta, retóricamente: ¿Es acaso incompatible el amor a mi país con el amor a España? Amo a mi patria, a Filipinas, porque a ella le debo mi vida y mi felicidad y porque todo hombre debe amar su patria; amo a España, la patria de mis mayores, porque, a pesar de todo, Filipinas le debe y le deberá su felicidad y su porvenir (pág. 261). Tiempo después, conversando con el capitán general de Filipinas´, que le había apoyado en la construcción de la escuela, le confiesa: Señor, mi mayor deseo es la felicidad de mi país, felicidad que quisiera se debiese a la Madre Patria y al esfuerzo de mis conciudadanos, unidos una y otros con eternos lazos de comunes miras y comunes intereses. Lo que pido, sólo puede darlo el gobierno después de muchos años de trabajo continuo y reformas acertadas (pág. 363). Pero al final de la novela, en conversación con Elías, que lo ha sacado de la cárcel y con quien ha discutido sobre el futuro de Filipinas en bastantes ocasiones, sus ideas muestran una profunda decepción y la necesidad de una nueva actitud, al menos, prerrevolucionaria: Nosotros, durante tres siglos, les tendemos la mano, les pedimos amor, ansiamos llamarlos hermanos ¿Cómo nos contestan? Con el insulto y la burla, negándonos hasta la cualidad de seres humanos ¡No hay Dios, no hay esperanza, no hay humanidad; no hay más que el derecho a la fuerza! (pág. 555). En este sentido, la significación final de la novela queda abierta, como se comprobará a lo largo de la siguiente novela, a la que el autor se referirá como "segunda parte" de esta. 
María Clara. Es el contrapunto romántico, sentimental y un tanto folletinesco de la novela. Criatura pura e idealizada, se tiene que enfrentar a fuerzas contrarias: el amor por Ibarra, la religiosidad ingenua y primitiva, la devoción por sus progenitores. Su renuncia final a Ibarra y su posterior ingreso en un convento evidencian la imposibilidad de un amor que se oponga a las conveniencias sociales y religiosas de una sociedad maniatada por el oscurantismo y los prejuicios.
Alrededor de estos dos personajes pululan otros más, que se pueden agrupar de la siguiente manera:
Los frailes (especialmente franciscanos y dominicos). Son los "malos" absolutos de la novela. Aunque hay dos que destacan sobre los demás, fray Dámaso y el padre Salví, en general todos se nos aparecen como racistas y enemigos de los indios, vanidosos, glotones, oscurantistas, tiranos y poco cumplidores de sus votos (especialmente los de pobreza y castidad). Amenazan a los indígenas con todas las penas del infierno en su exclusivo provecho y practican una religiosidad que nada tiene de evangélica. Disfrutan de un poder absoluto y hasta las autoridades civiles los temen. Tasio, el filósofo, se lo explica así a Ibarra: Todos sus esfuerzos de usted se estrellarían contra las paredes de la casa parroquial con sólo agitar el fraile su cordón o sacudir el hábito: el alcalde, por cualquier pretexto, os negaría mañana lo que hoy ha concedido, ninguna madre dejaría que sus hijos frecuentasen la escuela (pág. 258). Rizal solo salva a los jesuitas (con los que había estudiado en Manila) y eso con no poca ironía: en una conversación entre Tasio y don Filipo, el primero le dice al segundo: Nosotros, en Filipinas, vamos lo menos tres siglos detrás del carro; apenas empezamos a salir de la Edad Media; por eso los jesuitas, que son retroceso en Europa, desde aquí representan el progreso (pág. 489).
Los ilustrados o partidarios de una evolución en Filipinas. Sirven de apoyo en sus numerosas y extensas discusiones con Ibarra para que Rizal nos vaya matizando sus ideas sobre la educación, la religión y las relaciones de Filipinas con España. Son, especialmente, el maestro, el teniente don Filipo, el excéntrico filósofo Tasio y, sobre todos, el misterioso y simbólico Elías, frecuente antagonista de Ibarra y, a la postre, su salvador de la cárcel.
Los perseguidos y pobres, víctimas inocentes de la crueldad y la indiferencia de los poderosos. Sisa y sus hijos Basilio y Crispín, el propio Elías y la enigmática Salomé, todos ellos, al igual que los huidos en las montañas y en las cuevas, forman una cohorte de desposeídos sobre los cuales el mal cae irremediable y a los que Rizal compadece y humaniza.
Los ricos y los presuntuosos, filipinos y españoles, frívolos, indiferentes al dolor y a la injusticia que causan a los demás, de una religiosidad supersticiosa, grotescos y materialistas y sobre los que Rizal dispara toda su acritud. Son el capitán Thiago, el alférez y su concubina, el matrimonio Espadaña y su pariente Linares, las devotas de la iglesia y un largo etcétera ridículo y esperpéntico.

## Fortuna editorial
La primera edición de la novela (1887) tuvo muchas dificultades para ser distribuida tanto en Filipinas como en España y gran parte de la edición fue confiscada por las autoridades políticas. En Filipinas se editó y circuló libremente a partir de 1899 y desde entonces se ha reimpreso sin interrupción. En 1961 La Comisión Nacional del Centenario de José Rizal publicó una edición facsimilar de la primera edición, reproducción constantemente renovada. En 1986, coincidiendo con el centenario del final de la redacción de la novela, el Instituto Nacional de Historia de Filipinas publicó una edición facsímil del manuscrito original. En Filipinas han aparecido otras ediciones de la novela en tagalo y en otras lenguas vernáculas, además de su traducción al inglés.
En España la editorial Sempere de Valencia publicó en 1902 una edición muy mutilada.[cita requerida] Al año siguiente, la editorial Maucci de Barcelona publicó la novela sin ningún tipo de cortes y con notas aclaratorias muy útiles de Ramón Sempau. Esta edición de Maucci conoció algunas reimpresiones en las primeras décadas del siglo XX. No se volvió a editar en nuestro país hasta 1992 en Ediciones de Cultura Hispánica con un prólogo del novelista Jorge Ordaz. De esta edición se han tomado las citas del texto. En 1997 apareció otra edición en Círculo de Lectores con prólogo de Pedro Ortiz Armengol. En el año 2008 Ediciones del Viento de La Coruña publicó (en una edición muy deturpada, al igual que su reedición de 2013) la novela con un prólogo de Manuel Leguineche. Ese mismo año apareció otra edición en Linkgua, de Barcelona.
En Hispanoamérica, han aparecido, al menos, dos ediciones: una en Venezuela en 1976, en la colección Ayacucho con prólogo de Leopoldo Zea y cronología de Márgara Russotto. La otra, en Cuba, en 1983 en la editorial Arte y Literatura. Además, la novela ha sido traducida, entre otros idiomas, al alemán, francés, húngaro, polaco, indonesio y chino.
Las ediciónes modernas más rigurosas de la novela en español son la versión bilingüe (español-inglés) cuidada por Isaac Donoso Jiménez y publicada en Manila en 2011 por la Fundación Vibal, y la versión publicada por la Agencia Española de Cooperación Internacional para el Desarrollo.